# DTMD

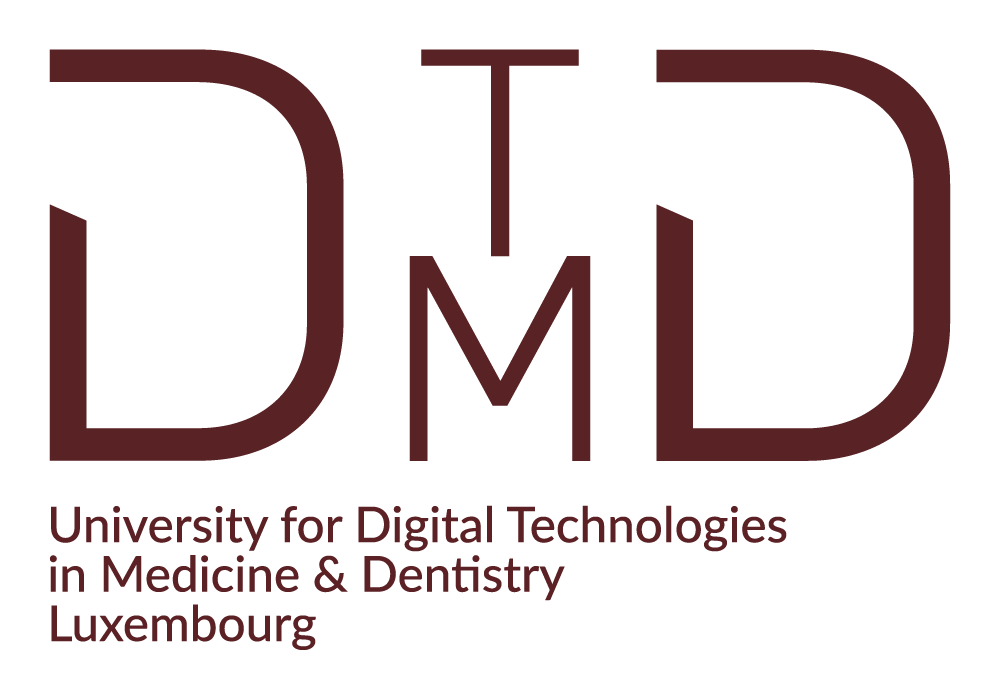
Logo der Hochschule

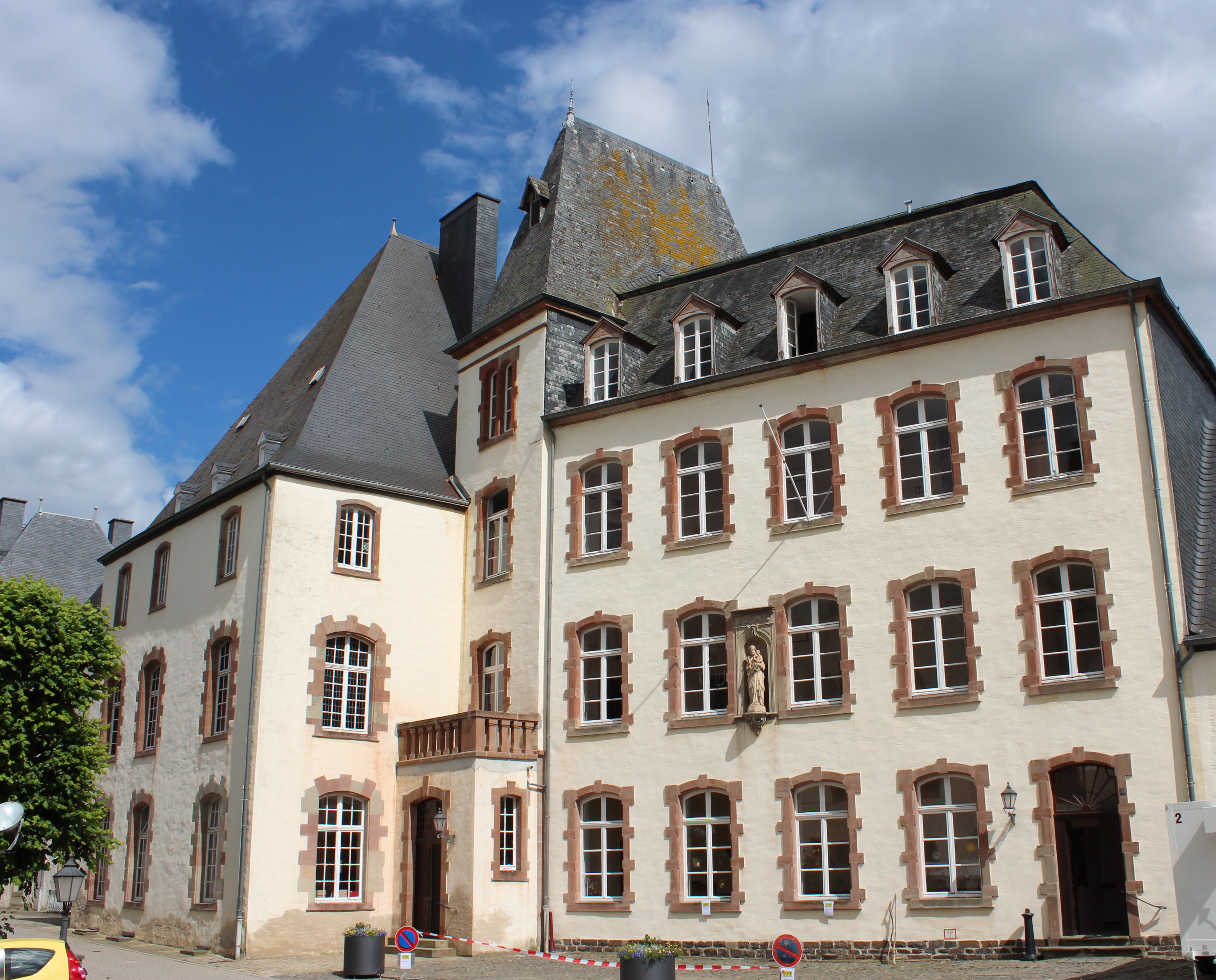
Schloss Wiltz 2012, Sitz des „Campus Wiltz“ mit der DTMD

Prüfsiegel ISO 29990-2010

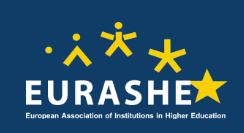
European Association of Institutions in Higher Education

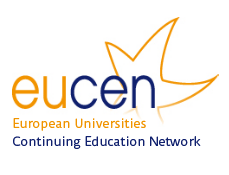
European university continuing education network

Die DTMD University for Digital Technologies in Medicine and Dentistry ist ein internationales Netzwerk hochqualifizierter Professoren und Dozenten europäischer Hochschulen und Universitätskliniken, akkreditierter akademischer Lehrpraxen, akkreditierter universitärer An-Institute sowie internationaler Hochschulkooperationen und eine staatlich als „Institut de Formation Continue“ anerkannte private Hochschule luxemburgischen Rechts mit Sitz und Campus im Schloss Wiltz in der luxemburgischen Stadt Wiltz.

## Ausrichtung und Zertifizierung
Die DTMD University bietet dezidierte postgraduale berufsbegleitende Studienprogramme für Digitale Technologien im Gesundheitswesen an verschiedenen Standorten in Luxemburg, Deutschland, Österreich, Polen und der Türkei an. Die postgradualen Weiterbildungsmaßnahmen der DTMD richten sich exklusiv an approbierte Mediziner und Zahnmediziner sowie an geprüfte medizinische Assistenzberufe und Zahntechniker.
Die Deutsche Zertifizierung (Deuzert) hat der DTMD University Mitte Oktober 2016 das Prüfsiegel für den Nachweis der Erfüllung der Anforderungen an Lerndienstleistungen und Lerndienstleister in der Aus- und Weiterbildung gemäß DIN ISO 29990:2010 verliehen.
Die ISO 29990:2010 zertifizierten Angebote der DTMD University richten sich nach den Qualitätsstandards des Brügge-/Kopenhagen-Prozesses der EU-Kommission. Ziel des Brügge-/Kopenhagen-Prozesses ist es, die Qualitätssicherung, die Transparenz sowie eine stringente Durchlässigkeit des beruflichen Bildungspfades zu gewährleisten und die Verbesserung von beruflichen Fähigkeiten und Kompetenzen über den gesamten europäischen Qualifikationsrahmen hinweg nachhaltig zu unterstützen.
Im September 2021 wurde die DTMD University als eine der ersten europäischen Hochschulen nach der neuen DIN-ISO Norm 21001:2018/2021 von der DeuZert® Deutsche Zertifizierung in Bildung und Wirtschaft GmbH zertifiziert. Der Geltungsbereich der Zertifizierung umfasst die postgradualen universitären Weiterbildungsmaßnahmen der DTMD University für die Stufen 6 bis 8 des Brügge-/Kopenhagen-Prozesses der EU-Kommission sowie des Europäischen Qualifikationsrahmens (Bachelor, Master, Promotion) und wurde von der DAkkS Deutsche Akkreditierungsstelle bestätigt.
Die DTMD University ist Voll-Mitglied in der European Association of Institutions in Higher Education „EURASHE“ ebenso wie im European University Continuing Education Network „EUCEN“.

## Lehre
Der Masterstudiengang „Implantologie und Parodontologie“ ist im Oktober 2018 in Warschau und Mainz gestartet. Praktika und Hands-on-Trainings finden in ausgewählten akademischen Lehrpraxen und Lehrkliniken der DTMD University sowie an deutschen Partnerhochschulen statt. Als Professoren und Dozenten kommen Hochschullehrer, Chefärzte und Klinikdirektoren (vgl. Liste) zum Einsatz.
Studiengänge der DTMD University ab 2020 / 2021
- Postgradualer Master-Studiengang „Implantologie“ / „Parodontologie“
- Postgradualer Master-Studiengang „Kieferorthopädie“
- Postgradualer Master-Studiengang „Manuelle Medizin“
- Postgradualer Master-Studiengang „Restaurative Zahnmedizin“
- Postgradualer Master-Studiengang „Kinder- und Jugendzahnheilkunde“

## Forschung
Mit internationalen Partnern aus Hochschule und Wirtschaft betreibt die DTMD University verschiedene integrative Forschungsprojekte so zum Beispiel für eine zukunftsweisende Telematik- und Tele-Medizin in der ambulanten Pflege und Betreuung mit folgenden Schwerpunkten
- „Home- und Tele-Monitoring“ älterer und pflegebedürftiger Personen, Nutzen von Überwachungsdaten zur Remote-Betreuung, Übertragung medizinischer Daten und Bildern zur Ferndiagnose und Dokumentation.
- Routen- und Flottenplanung für ambulante Pflegedienste.
- Inklusive und barrierefreie Mobilität für Menschen mit und ohne Behinderung dank mehrfach redundantem Drive-by-wire-System „Space Drive“ mit Straßenzulassung und ISO-Zertifizierung für autonomes Fahren.[14]

## Akademische Lehrpraxen
Akademische Lehrpraxen und Institute sind wichtige Bausteine des DTMD Kompetenznetzwerks. Lehrärzte mit nachgewiesener Expertise gewährleisten in ihren von der DTMD University akkreditierten akademischen Lehrpraxen (ALPs) ein systematisches fachliches und soziales Coaching junger Kollegen.

## Berufung von Professoren und Dozenten
Die Berufungsordnung der DTMD University legt im Rahmen des ISO-zertifizierten universitären Qualitätsmanagements der Hochschule ein transparentes Verfahren für die Berufung bzw. die Ernennung von Professoren und Dozenten der DTMD University for Digital Technologies in Medicine and Dentistry fest.

## Gründer, Aufsichtsrat und Direktorium
Gegründet wurde die DTMD University for Digital Technologies in Medicine and Dentistry von André Reuter (Präsident), Ralf Rößler (Dekan) und Daniel Grubeanu. Sie bilden aktuell den Aufsichtsrat der Hochschule.
Operativ geleitet wird die DTMD University von einem Direktorium. André Reuter ist zuständig für Strategie und Organisation; Ralf Rößler für Lehre und Forschung. Zum erweiterten Direktorium zählen deren Stellvertreter Ata Anil, Prodekan International Studies & Affairs, Fred Bergmann, Prodekan für Asiatische Studien und Wolfgang Schuster, Leiter des Instituts für ganzheitliches Gesundheitsmanagement und Pflege, Luxemburg / Wien.

## An-Institute
An-Institute sind rechtlich selbständige Einrichtungen an der DTMD University. Sie sind jedoch organisatorisch und personell sowie teilweise auch räumlich mit der DTMD verbunden, ohne jedoch Bestandteil der Hochschule zu sein.
Hauptaufgabe der An-Institute der DTMD University ist der Transfer von Information, Technologie und Wissen in Lehre und Forschung zwischen der Hochschule und der Praxis. Dazu vertiefen und verbreitern diese vornehmlich wissenschaftliche Aktivitäten und Vorhaben, die von der DTMD selbst nicht wahrgenommen werden. Die Akkreditierungsordnung für Institute und Lehrpraxen der DTMD University legt allgemeingültige Grundsätze für die Auswahl und Einrichtung von Instituten und akademischen Lehrpraxen fest.
- Institut für Dentomaxillofaziale Radiologie,[18]
- Institut für Digitale Zahntechnik,
- Institut für Ganzheitliches Gesundheitsmanagement und Pflege,
- Institut für Innere Medizin und Labormedizin,[19]
- Institut für Manuelle Medizin,[20]
- Institut für Sportmedizin und Sportzahnmedizin,
- Haranni Institut für Lehre und Forschung für Heilberufe.[21]